# بوغريبة
 بوغريبة (بالإنجليزية: BOUGHRIBA)‏ هي جماعة قروية تابعة لإقليم بركان ضمن الجهة الشرقية بالمغرب. بلغ مجموع عدد سكان بوغريبة  حسب إحصاءات 2004 حوالي 20560 نسمة من بينهم 4 أجانب يعيشون في 3727 أسرة.

## إحصاء عام
| السنة | عدد السكان | عدد الأسر | عدد الأجانب |
| ----- | ---------- | --------- | ----------- |
| 1994  | 21800      | 3372      | °°°°        |
| 2004  | 20560      | 3727      | 0           |